# Provinz Iquique
Die Provinz Iquique (spanisch Provincia de Iquique) ist eine Provinz in der chilenischen Región de Tarapacá. Die Hauptstadt ist Iquique. Beim Zensus 2017 lag die Einwohnerzahl bei 299.843 Personen. Die Provinz ist nach ihrer Hauptstadt benannt.

## Geschichte
Bis Oktober 2007 bestand die Provinz Iquique aus sieben Gemeinden, aber gleichzeitig mit der Schaffung der neuen Región de Arica y Parinacota, wurde ein Großteil der Provinz, bestehend aus den Gemeinden Huara, Camina, Colchane, Pozo Almonte und Pica, abgespalten. Seitdem besteht die Provinz Iquique aus zwei Gemeinden.

## Gemeinden
Die Provinz Iquique gliedert sich in zwei Gemeinden:
- Iquique
- Alto Hospicio